# Bad Nauheim
Bad Nauheim (pronunciación en alemán: /baːt ˈnaʊ̯ˌhaɪ̯m/ⓘ) es una ciudad en el distrito de Wetterau, en el estado de Hesse, Alemania. En 2004, Bad Nauheim tenía una población de 30.365 habitantes. La ciudad se encuentra aproximadamente a 35 kilómetros al norte de Fráncfort del Meno, en la falda este de la cordillera del Taunus. Es un complejo mundialmente conocido por sus manantiales de sal, que son utilizados para tratar enfermedades nerviosas y cardiovasculares.

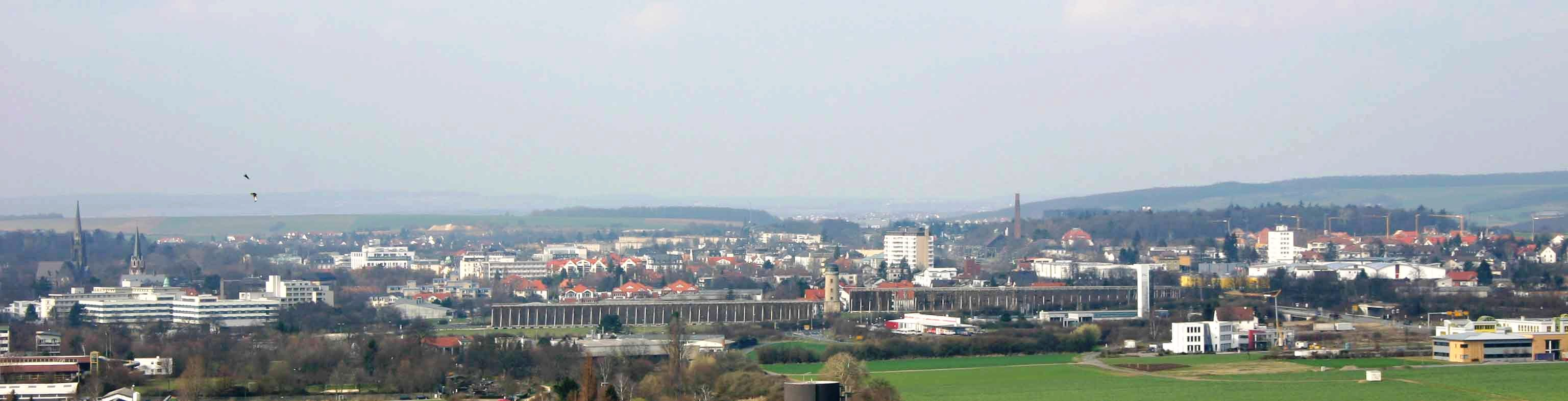
Panorama de Bad Nauheim.

En el casco viejo, en el centro de Bad Nauheim se encuentra el granero del diezmo, a la entrada del castillo. Este granero fue utilizado por Elvis Presley como portada de uno de sus discos. El cantante vivió en Bad Nauheim durante su segundo año de servicio en el ejército de los Estados Unidos en Friedberg. 
A través de un matrimonio amigo suyo, allí Elvis conoció a su futura esposa Priscilla Presley. 
Otros personajes que habitaron la ciudad incluyen a Franklin Delano Roosevelt (en su juventud, Roosevelt visitó varias veces la ciudad para ver a su padre, que estaba siendo tratado de una enfermedad cardíaca), el compositor escocés James Peace (entre los años 1991 - 2009) y el equipo de fútbol de Arabia Saudi durante el Mundial de Alemania de 2006. Durante la Segunda Guerra Mundial, Hitler situó un puesto de mando en el cercano nearby Langenhain-Ziegenberg llamado Adlerhorst, «El Nido del Águila» (no confundir con Kehlsteinhaus u Obersalzberg).

## Geografía

### Clima
| Parámetros climáticos promedio de Bad Nauheim (1991-2020) | Parámetros climáticos promedio de Bad Nauheim (1991-2020) | Parámetros climáticos promedio de Bad Nauheim (1991-2020) | Parámetros climáticos promedio de Bad Nauheim (1991-2020) | Parámetros climáticos promedio de Bad Nauheim (1991-2020) | Parámetros climáticos promedio de Bad Nauheim (1991-2020) | Parámetros climáticos promedio de Bad Nauheim (1991-2020) | Parámetros climáticos promedio de Bad Nauheim (1991-2020) | Parámetros climáticos promedio de Bad Nauheim (1991-2020) | Parámetros climáticos promedio de Bad Nauheim (1991-2020) | Parámetros climáticos promedio de Bad Nauheim (1991-2020) | Parámetros climáticos promedio de Bad Nauheim (1991-2020) | Parámetros climáticos promedio de Bad Nauheim (1991-2020) | Parámetros climáticos promedio de Bad Nauheim (1991-2020) |
| Mes                                                       | Ene.                                                      | Feb.                                                      | Mar.                                                      | Abr.                                                      | May.                                                      | Jun.                                                      | Jul.                                                      | Ago.                                                      | Sep.                                                      | Oct.                                                      | Nov.                                                      | Dic.                                                      | Anual                                                     |
| --------------------------------------------------------- | --------------------------------------------------------- | --------------------------------------------------------- | --------------------------------------------------------- | --------------------------------------------------------- | --------------------------------------------------------- | --------------------------------------------------------- | --------------------------------------------------------- | --------------------------------------------------------- | --------------------------------------------------------- | --------------------------------------------------------- | --------------------------------------------------------- | --------------------------------------------------------- | --------------------------------------------------------- |
| Temp. máx. abs. (°C)                                      | 15.7                                                      | 19.8                                                      | 25.1                                                      | 29.9                                                      | 32.9                                                      | 38.8                                                      | 40.1                                                      | 39.0                                                      | 33.2                                                      | 27.6                                                      | 22.1                                                      | 15.4                                                      | 40.1                                                      |
| Temp. máx. media (°C)                                     | 4.5                                                       | 6.1                                                       | 11.0                                                      | 16.4                                                      | 20.2                                                      | 23.5                                                      | 26.0                                                      | 25.3                                                      | 20.8                                                      | 14.6                                                      | 8.4                                                       | 5.0                                                       | 15.2                                                      |
| Temp. media (°C)                                          | 1.9                                                       | 2.5                                                       | 6.1                                                       | 10.5                                                      | 14.3                                                      | 17.6                                                      | 19.8                                                      | 19.0                                                      | 14.9                                                      | 10.1                                                      | 5.6                                                       | 2.7                                                       | 10.4                                                      |
| Temp. mín. media (°C)                                     | -0.8                                                      | -0.7                                                      | 1.8                                                       | 4.9                                                       | 8.6                                                       | 12.0                                                      | 14.1                                                      | 13.4                                                      | 10.1                                                      | 6.3                                                       | 2.9                                                       | 0.3                                                       | 6.1                                                       |
| Temp. mín. abs. (°C)                                      | -22.1                                                     | -21.6                                                     | -14.8                                                     | -6.1                                                      | -2.3                                                      | 1.9                                                       | 4.5                                                       | 4.4                                                       | 1.6                                                       | -6.1                                                      | -12.0                                                     | -20.2                                                     | -22.1                                                     |
| Precipitación total (mm)                                  | 45.0                                                      | 35.0                                                      | 36.0                                                      | 36.0                                                      | 58.0                                                      | 59.0                                                      | 70.0                                                      | 49.0                                                      | 46.0                                                      | 50.0                                                      | 44.0                                                      | 54.0                                                      | 582.0                                                     |
| Fuente: wetterlabs.de                                     |                                                           |                                                           |                                                           |                                                           |                                                           |                                                           |                                                           |                                                           |                                                           |                                                           |                                                           |                                                           |                                                           |

## Ciudades hermanas
- Bélgica - Oostkamp
- Alemania - Bad Langensalza
- Francia - Chaumont
- Reino Unido - Buxton
- Estados Unidos - Manitowoc, WI
- Argentina - Colón (Entre Ríos), Provincia de Entre Ríos, 31 de mayo de 2018[5]

## En la cultura popular
La ciudad es mencionada en varias películas relacionadas con la vida de Elvis como el telefilm de 1979  Elvis de John Carpenter, protagonizada por Kurt Russel; la miniserie Elvis y yo,  versión fílmica del libro homónimo escrito por Priscilla Presley,  la película Elvis de 2006 protagonizada por Jonathan Rhys-Meyers y el film Priscilla de Sofía Coppola entre otras.
El lugar cuenta con una estatua conmemorativa al cantante, situada en el 61231 de Bad Nauheim,  forjada en bronce e inspirada estéticamente en sus años en el servicio militar. 